# Metsavan
Metsavan là một đô thị thuộc tỉnh Lori, Armenia. Dân số ước tính năm 2011 là 5692 người.